# Françoise Rudetzki

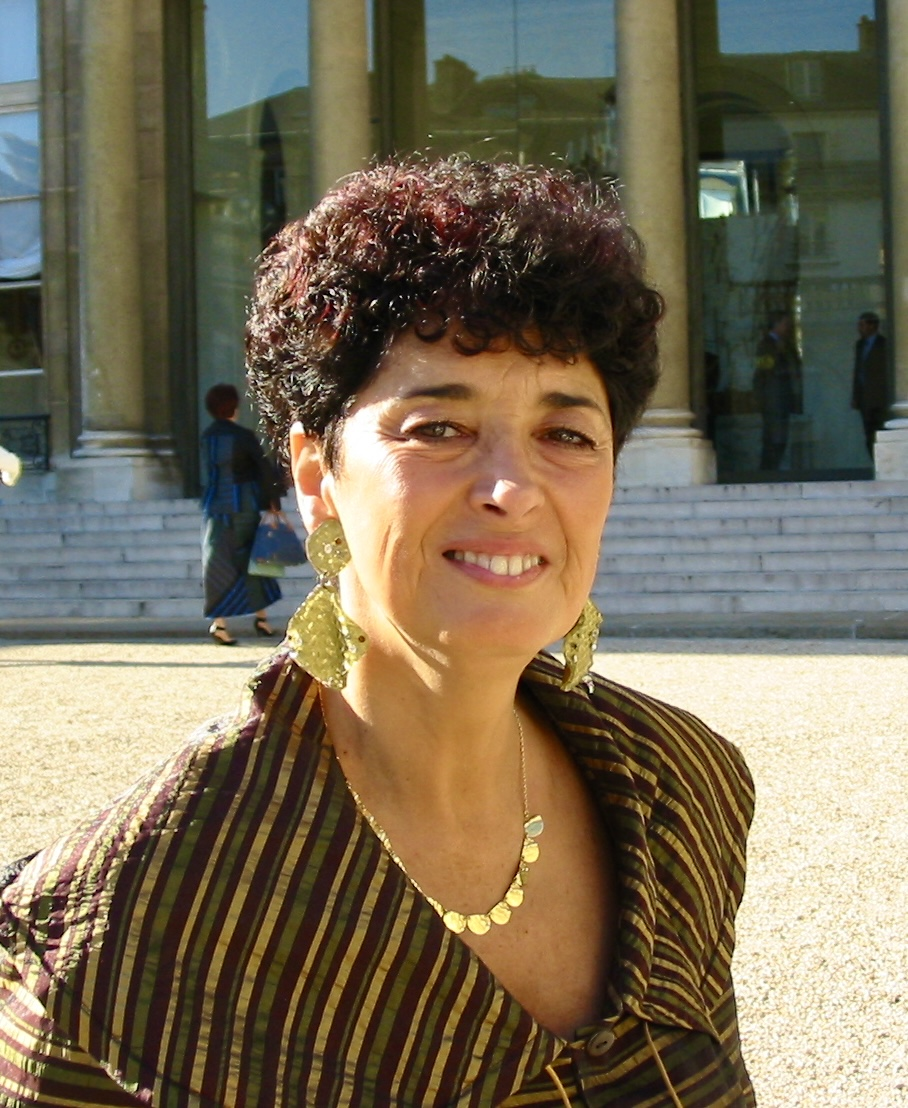
Françoise Rudetzki, 2004

Françoise Rudetzki (* 20. Juli 1948 als Françoise Dab in Neuilly-sur-Seine; † 18. Mai 2022 in Paris) war eine französische Juristin. Sie wurde bekannt als Aktivistin für die Anerkennung, Rechte und Entschädigung von Terrorismusopfern, nachdem sie 1983 selbst Opfer eines Bombenattentats geworden war.

## Leben
Françoise Dab wurde am 20. Juli 1948 in Neuilly-sur-Seine geboren. Ein Teil ihrer Familie war in der Schoah ermordet worden. Nach der Ausbildung zur Juristin war sie in diesem Beruf von 1971 bis 1974 im französischen Industrieministerium beschäftigt. Seit 1980 war sie Président-directeur général des Handelsunternehmens Havre–Provence.
Am 23. Dezember 1983 wurde sie Opfer eines Bombenanschlags, als sie mit ihrem Ehemann im Pariser Restaurant Le Grand Véfour am Palais Royal ihren zehnten Hochzeitstag feierte. Die Explosion schleuderte eine Metalltür auf Françoise Rudetzki und zerschmetterte ihr beide Beine. Zu dem Verbrechen, bei dem elf Menschen verletzt wurden, bekannte sich in der Folge niemand, und es wurde nie aufgeklärt. Die schweren Verletzungen, die sie bei dem Anschlag erlitten hatte, zogen Dutzende von Operationen nach sich, in denen Françoise Rudetzki bei Bluttransfusionen mit HIV und Hepatitis C infiziert wurde.
In den Jahren nach dem Attentat erlebte Françoise Rudetzki, dass Menschen, die Opfer eines Terroranschlags geworden waren, in Frankreich vor allem Gleichgültigkeit entgegenschlug. Bei einem Auftritt in der populären Fernsehsendung Au nom de l’amour des Moderators Pierre Bellemare vom 9. April 1986 beschrieb sie dies und erklärte, besonders empört habe sie ein Beitrag über die Wiederinstandsetzung des Restaurants Le Grand Véfour in Le Figaro Magazine, der wöchentlichen Beilage der Tageszeitung Le Figaro, der ein Jahr nach dem Attentat erschien. In dem Artikel habe gestanden, die Bombe habe „mehr Lärm als Schaden“ verursacht. Diese für sie unerträgliche Äußerung in der Presse habe den Entschluss ausgelöst, eine Opferhilfeorganisation zu gründen.
Den Rest ihres Lebens widmete Rudetzki dem Kampf für die Rechte von Terrorismusopfern. Sie gründete die Organisation SOS Attentats und wurde später in zahlreiche Gremien berufen.
Am 18. Mai 2022 starb Françoise Rudetzki im Alter von 73 Jahren in Paris.

## Wirken
Im Dezember 1985 gründete Rudetzki SOS Attentats, die erste Organisation in Frankreich, deren Ziel die Interessenvertretung für Opfer terroristischer Gewalttaten war. Später erklärte sie, dass zu dieser Zeit niemand von den Opfern gesprochen habe und sogar das Wort „Opfer“ so etwas wie ein Tabu gewesen sei.
1986 erwirkte sie die gesetzliche Gründung eines Fonds zur Entschädigung von Terrorismusopfern (Fonds de garantie des victimes d’actes de terrorisme), der aus einer Gebühr auf Versicherungsverträge finanziert wird. 1990 wurde die Gewährleistung des Fonds auch auf die Opfer aller anderen strafbaren Gewalttaten erweitert, d. h. Vergewaltigung, Körperverletzung, Raub. Françoise Rudetzki gehörte bis zu ihrem Tod dem Aufsichtsrat des Fonds an.
Zu Rudetzkis weiteren Erfolgen gehörte die Anerkennung von Terrorismusopfern als zivile Kriegsopfer sowie das Recht für Opferverbände, als Nebenkläger in Strafprozessen zu agieren. 1998 weihte der damalige Staatspräsident Jacques Chirac im Pariser Invalidendom ein Mahnmal für die Opfer des Terrorismus ein, das auf Betreiben Rudetzkis errichtet worden war.
2004 veröffentlichte sie eine Autobiographie. Der Titel des Buchs, Triple peine („Dreifach bestraft“), bezieht sich auf die drei großen Unglücke ihres Lebens: den Anschlag, ihre Infizierung mit HIV und Hepatitis sowie die Auslöschung eines Teils ihrer Familie im Holocaust.
Sie war Mitglied der Vorbereitungskommission (Mission de préfiguration) für ein kombiniertes Mahnmal und Museum zum Terrorismus, das 2027 eröffnet werden soll.

## Ehrungen und Auszeichnungen
Am 14. Juli 2019 wurde Françoise Rudetzki zum Großoffizier der Ehrenlegion ernannt; bereits seit November 2011 war sie Kommandeur des Ordens gewesen. 2014 wurde sie zum Großoffizier des französischen Nationalverdienstordens ernannt.
Ihr Tod fand ein bedeutendes Echo in der Zivilgesellschaft, den Medien und der Politik Frankreichs. Der Élysée-Palast veröffentlichte auf seinen Webseiten einen Nachruf.
Am 13. März 2023 enthüllte Premierministerin Elisabeth Borne am Sitz des auf Françoise Rudetzkis Initiative zurückgehenden Entschädigungsfonds für Terrorismusopfer in Vincennes bei Paris eine ihr gewidmete Gedenktafel.

## Werke
- Terrorisme, victimes et responsabilité pénale internationale. (Préface). Calmann-Lévy, Paris 2003, ISBN 2-7021-3426-2.
- Triple peine. Calmann-Lévy, Paris 2004, ISBN 2-7021-3394-0.
- Après l’attentat. Calmann-Lévy, Paris 2016, ISBN 978-2-7021-6032-9.